# Mesquita Nasir ol Molk
La mesquita Nasir-ol-Molk (persa: مسجد نصیر الملک), també coneguda com la mesquita Rosa, és una mesquita tradicional de Siraz, a l'Iran. És al districte de Gowad-e-àrabān, a prop de la mesquita Xa Chérāgh.
La mesquita té una extensa superfície de cristall de colors a la façana, juntament amb altres elements tradicionals com el disseny Panj Kāes ('cinc còncaus'). Se la coneix popularment com la mesquita Rosa, perquè els taulellets de l'interior són de color rosa.

## Història
La mesquita es construí durant la dinastia Qajar, i pertany a la Fundació de Dotació de Nasir ol Molk. Mirzā Hasan Ali (Nasir ol Molk), un mandtari Qajar, l'edificà entre 1876 i 1888. Els dissenyadors en foren Mohammad Hasan-e-Memār, un arquitecte iranià, i Mohammad Rezā Kāshi-Sāz-e-Šanarāzi.

## Galeria d'imatges

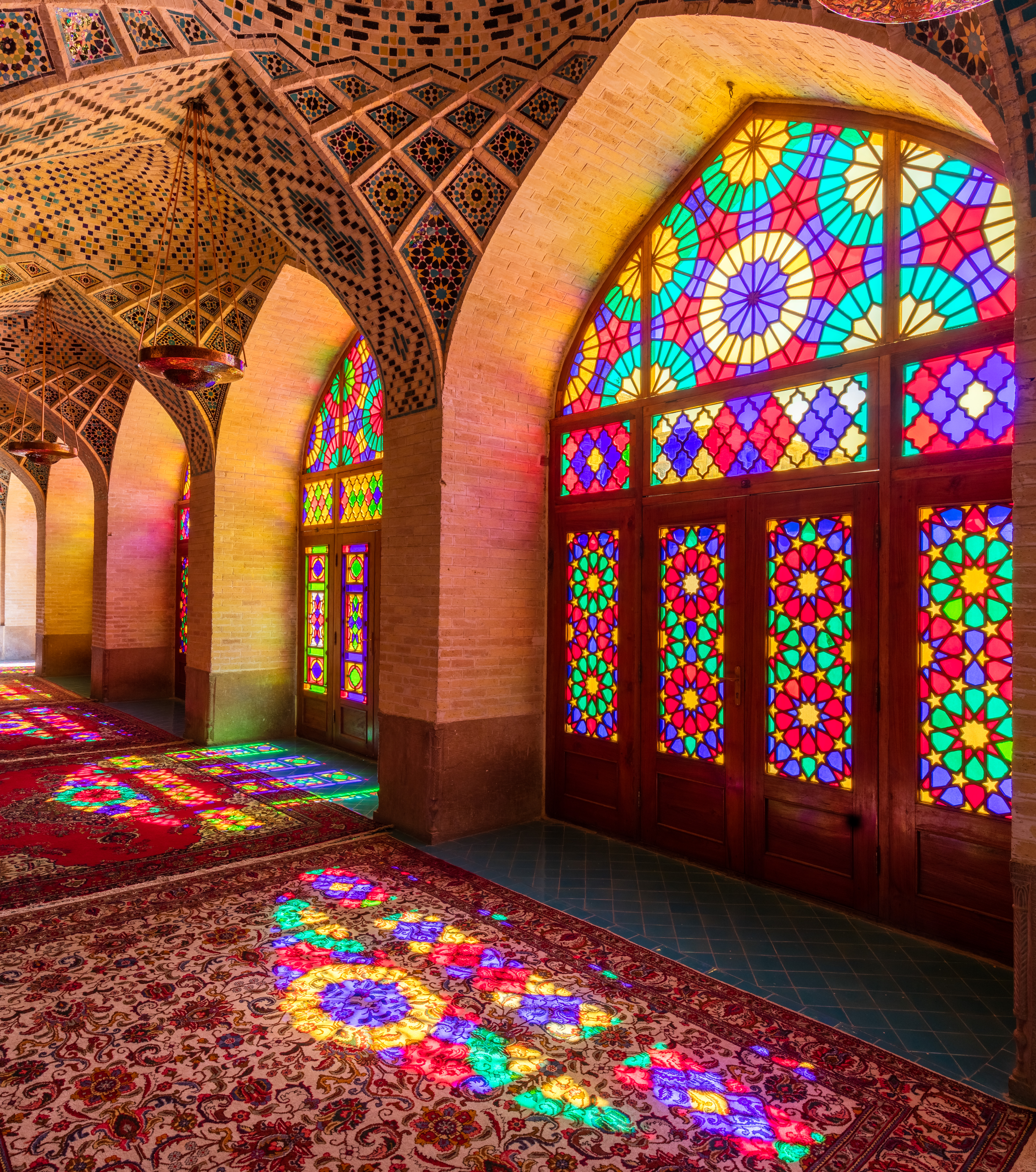
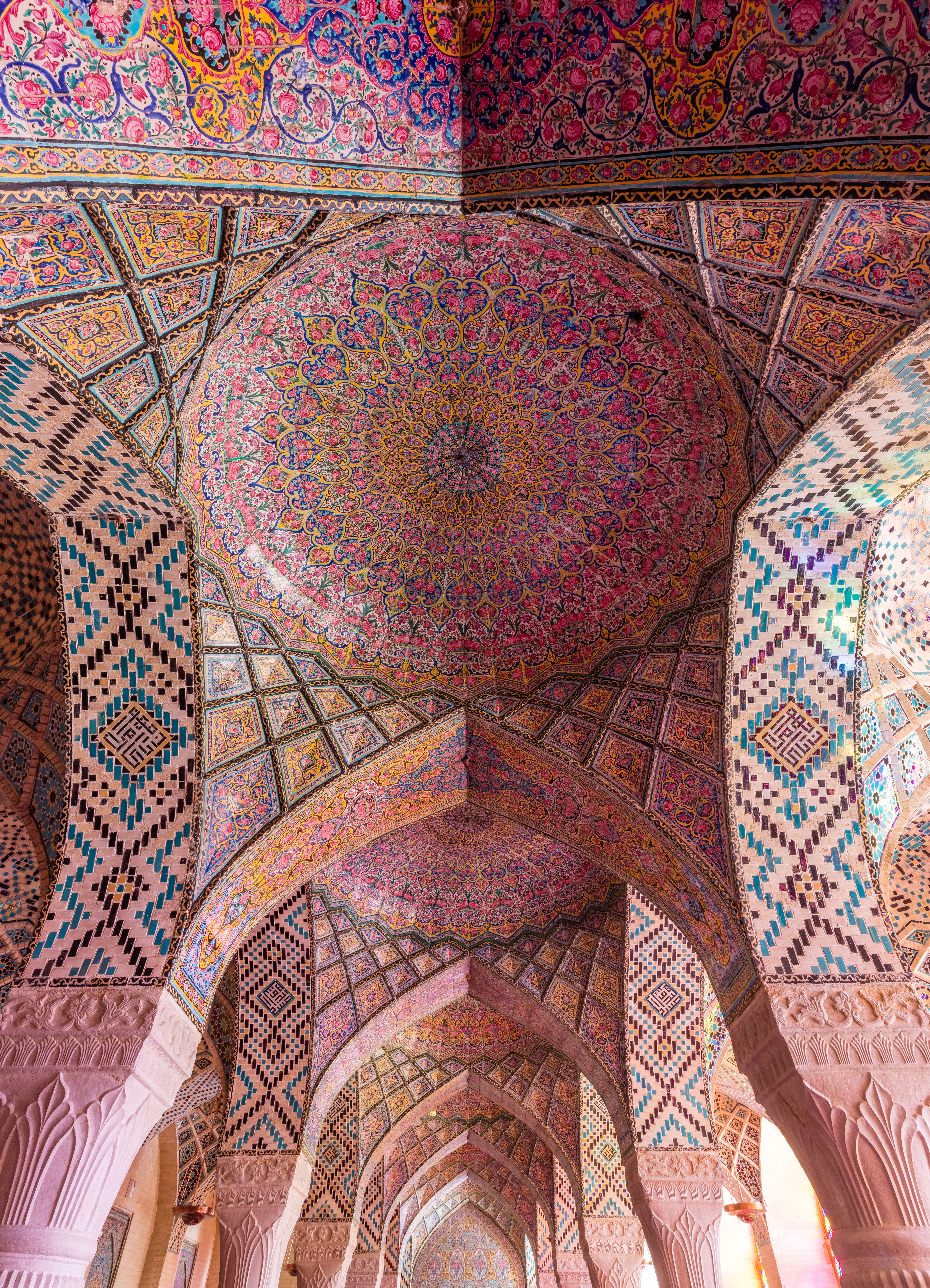
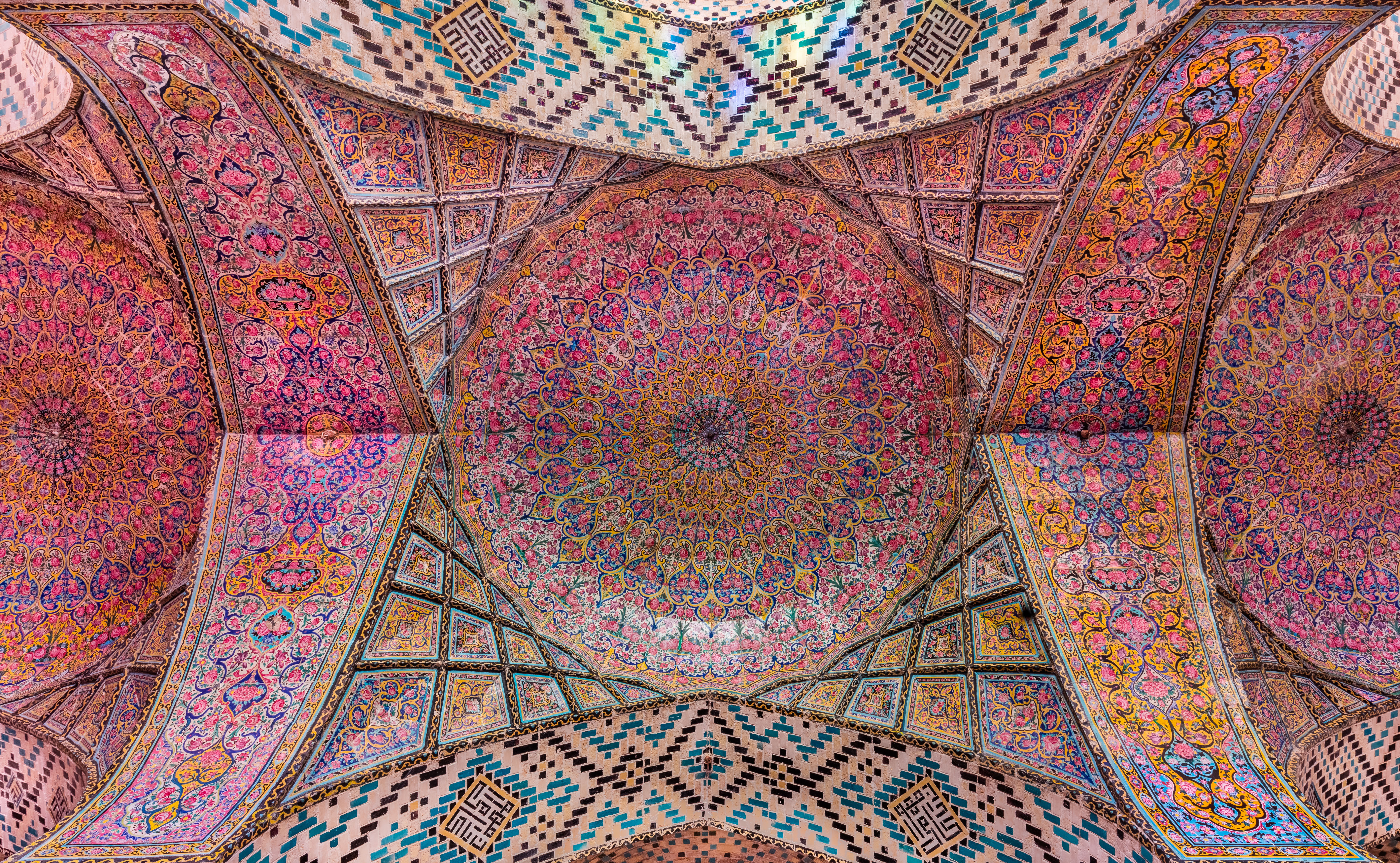
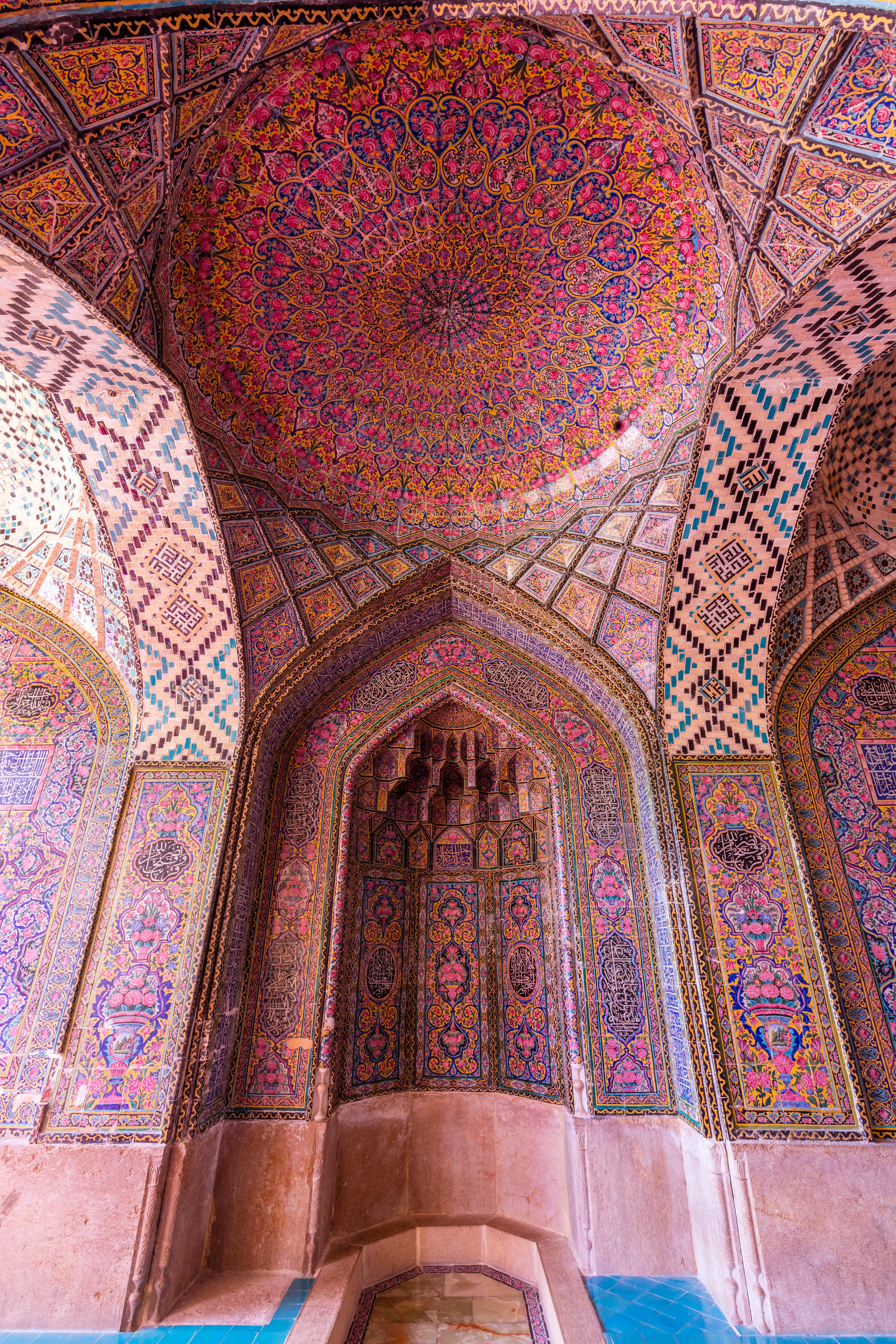
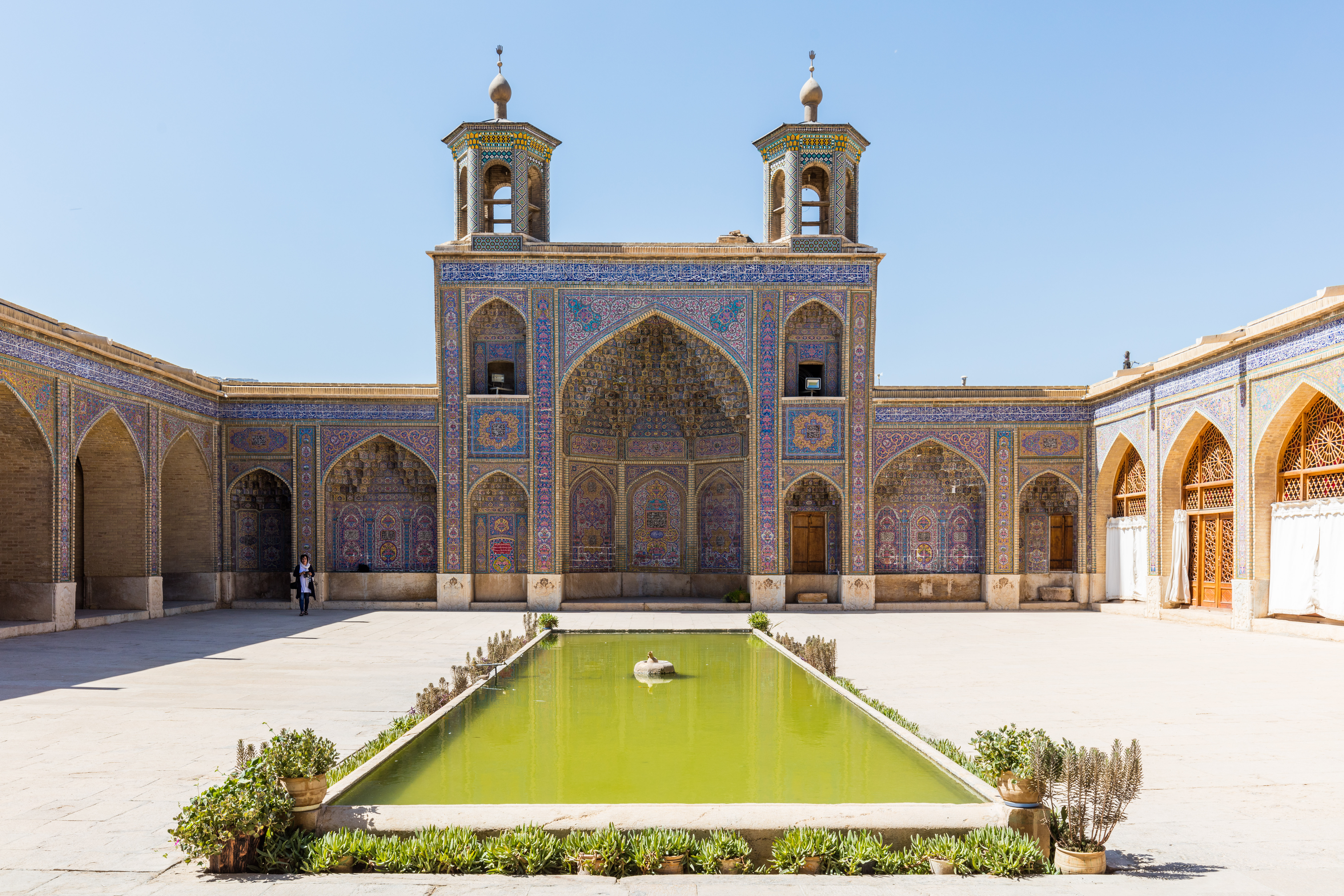
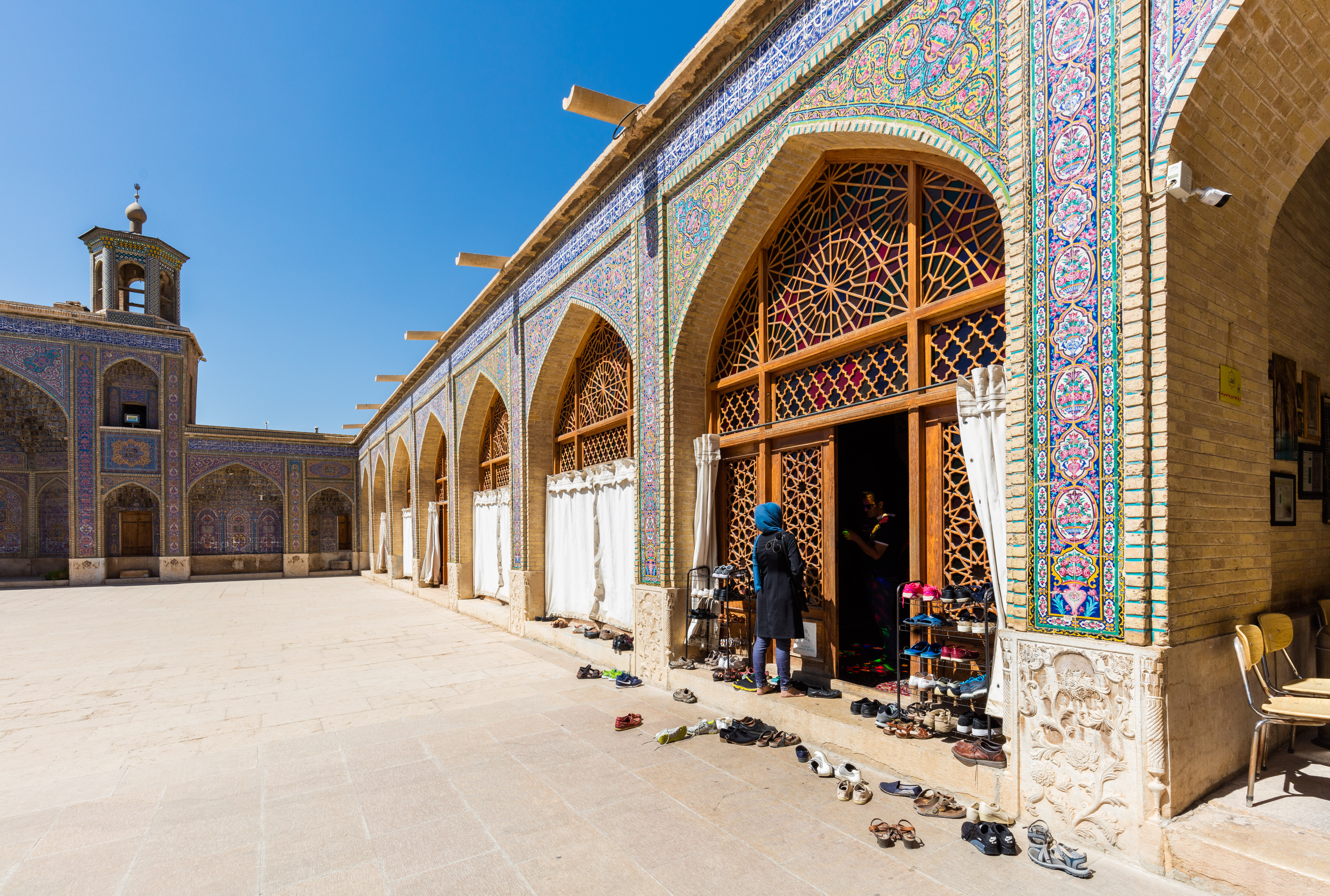
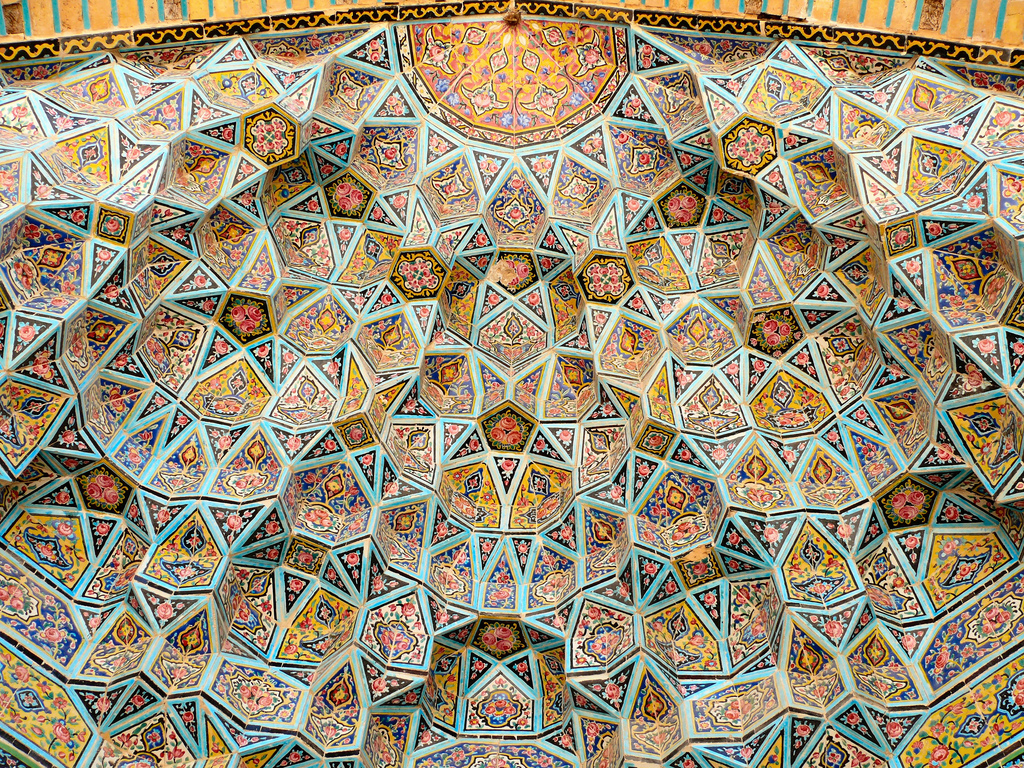